# جون إف. بارث
جون إف. بارث (بالإنجليزية: John F. Barth)‏ هو ملحن أمريكي، ولد في 1874، وتوفي في 1947.

## وصلات خارجية
- جون إف. بارث على موقع IMDb (الإنجليزية)